# Person of Interest (canção de Rebecca Black)
"Person of Interest" é uma canção pela cantora americana Rebecca Black, lançada em 15 de novembro de 2011 pela RB Records, Inc. A canção está presente em seu primeiro extended play, My Moment. A canção recebeu críticas mistas dos críticos, embora eles não foram tão críticos como por seus singles anteriores.

## Antecedentes e composição
Em 25 de outubro de 2011, Rebecca anunciou via Twitter que ela estava no processo de filmagem de seu vídeo da música para seu próximo single. Cinco dias depois, Rebecca confirmou que o título do próximo single foi "Person of Interest". Mais tarde naquele dia, Rebecca conversou com Mun2, um canal de difusão Latino. Ela afirmou: "Meu próximo single que sai é chamado de 'Person of Interest". A base de tudo é que é uma canção de amor, mas não é uma canção de amor É sobre quase adolescente paixões -. Quando você não está apaixonado ainda, mas você realmente gosta de um cara - que eu estou realmente animado sobre porque eu não acho que estão fora muitos assim. é muito mais uma música tipo de dança. Ele vai fazer você se levantar e dançar e cantar junto em seu carro ". Em 10 de novembro, ela revelou a arte da capa de "Person of Interest" em sua página do Facebook. 

## Vídeo musical

### Sinopse
O vídeo abre com a câmera com zoom em uma linha policial. Preto é então visto dentro da linha de polícia descrevendo a um policial a aparência de sua "pessoa de interesse", embora o gestor traça um esboço sobre um pedaço de papel. Ela é então visto competindo em atividades divertidas em um parque de diversões com a pessoa de interesse, uma criança que se assemelha a Justin Bieber, interpretado por Alex Constancio, como mini-golfe e equitação em vão karts. O vídeo termina com o Black saindo com sua pessoa de interesse fora da linha de polícia. O vídeo foi filmado em Golf N' Stuff na Norwalk, Califórnia, que também é conhecido por ter sido um local no filme Karate Kid.

## Faixas
A versão digital de "Person of Interest" foi lançada na iTunes Store, contém apenas uma faixa com duração de três minutos e vinte segundos.
| Download digital |                      |         |  |
| N.º              | Título               | Duração |  |
| 1.               | "Person of Interest" | 3:20    |  |